# Isopterygiopsis muelleriana
Isopterygiopsis muelleriana är en bladmossart som beskrevs av Iwatsuki 1970. Enligt Catalogue of Life ingår Isopterygiopsis muelleriana i släktet skimmermossor och familjen Plagiotheciaceae, men enligt Dyntaxa är tillhörigheten istället släktet skimmermossor och familjen Plagiotheciaceae. Arten har ej påträffats i Sverige. Inga underarter finns listade i Catalogue of Life.